# Biron (Pyrénées-Atlantiques)
Biron is een gemeente in het Franse departement Pyrénées-Atlantiques (regio Nouvelle-Aquitaine) en telt 552 inwoners (2005). De plaats maakt deel uit van het arrondissement Pau.

## Geografie
De oppervlakte van Biron bedraagt 4,0 km², de bevolkingsdichtheid is 138,0 inwoners per km².
De onderstaande kaart toont de ligging van Biron (Pyrénées-Atlantiques) met de belangrijkste infrastructuur en aangrenzende gemeenten.

## Demografie
Onderstaande figuur toont het verloop van het inwonertal (bron: INSEE-tellingen).